# Echeandia ramosissima
Echeandia ramosissima är en sparrisväxtart som först beskrevs av Karel Presl, och fick sitt nu gällande namn av Robert William Cruden. Echeandia ramosissima ingår i släktet Echeandia och familjen sparrisväxter. Inga underarter finns listade i Catalogue of Life.